# Batterista

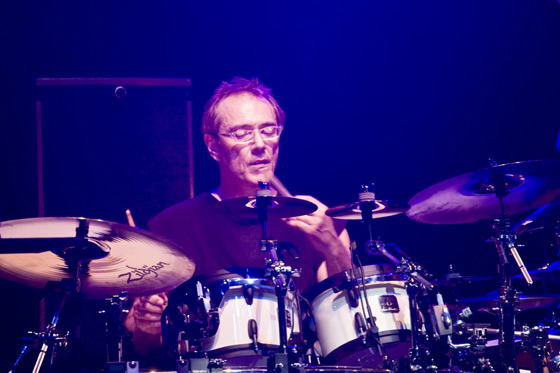
Il batterista Vinnie Colaiuta durante un'esibizione

Il batterista è lo strumentista che suona la batteria, un insieme di strumenti a percussione quali piatti, rullante, grancassa, campanacci, tom ecc., disposti a determinate distanze tra loro in maniera da poter essere suonati da un unico musicista.

## Descrizione
Il batterista deve adattare le normali tecniche di percussione di ogni singolo strumento ad un contesto ambientale assai diverso (ad esempio negli strumenti a percussione come la grancassa e i piatti sovrapposti, ai quali sono state apportate delle modifiche sostanziali che li differenziano degli strumenti originali e che richiedono una preparazione specifica, cioè l'uso dei piedi tramite pedale) dove è della massima importanza la disposizione dei vari strumenti.
Per questi motivi la batteria viene considerata non soltanto come un insieme di strumenti a percussione ma piuttosto come uno strumento a sé stante e gli studi del batterista, che inizialmente devono prendere in esame la tecnica di ognuno dei singoli strumenti percussivi che compongono la batteria, in seguito vengono sempre dedicati alla batteria intesa come unico strumento di un insieme ed il più delle volte cercando di concentrare lo studio in uno degli stili che compongono il variegato mondo musicale moderno.
Questo significa che gli studi vengono spesso indirizzati verso uno specifico genere musicale o almeno verso dei generi musicali che richiedono una selezione ed una disposizione degli strumenti abbastanza omogenea e che di conseguenza portino il batterista ad approfondire certe tecniche mirate.
Nei conservatori, di solito i corsi di batteria sono indirizzati allo swing, genere che offre un ventaglio molto vasto di possibilità tecnico-strumentali.
A livelli molto avanzati il batterista dovrebbe essere in grado di eseguire correttamente ogni genere musicale e per fare ciò dovrebbe poter disporre di una gamma assai diversificata di strumenti sulla batteria e dovrebbe conoscere gli aspetti della tecnica esecutiva adatti ad ogni genere musicale.
Al batterista viene richiesto di scandire il tempo perfettamente e, per quel che riguarda molti generi musicali, in modo continuo. Molto spesso egli deve arricchire la melodia con fraseggi eseguiti con i vari strumenti a percussione di cui dispone.
In molti generi musicali il batterista assume un ruolo predominante e deve essere in grado di eseguire degli assoli misurati o liberi.